# Polewacze (przystanek kolejowy)
Polewacze (biał. Палевачы, ros. Полеваче, ros. nazwa normatywna Полевачи) – przystanek kolejowy pomiędzy miejscowościami Polewacze i Prozoroki, w rejonie głębockim, w obwodzie witebskim, na Białorusi. Położony jest na linii Połock - Mołodeczno.
Przystanek istniał przed II wojną światową. Zlokalizowany był on wówczas w innym miejscu - na wschód (w stronę Połocka) od obecnego peronu.